# مهدي امبيرش
مهدي امبيرش (م 1950 -)، مفكر ودبلوماسي وأمين اللجنة الشعبية العامة للإعلام والثقافة الليبي الأسبق، وعضو مجمع اللغة العربية بطرابلس. حاصل على درجة دكتوراه من جامعة لايبزغ الألمانية في فلسفة التاريخ السياسي، أستاذ فلسفة الحضارة بجامعة طرابلس. له عديد الكتب والمؤلفات.

## مؤلفاته
- نحو الإنسان الكامل.
- نظرات في الدين.
- نهاية الليبرالية وإنسانها الأخير.[6]
- بين نيتشه وجبران دراسة في الأدب المقارن.
- الجمهورية والجماهيرية دراسة في فكر أفلاطون وفكر معمر القذافي (دراسة مقارنة).
- رؤى في الثقافة والأدب، مجلس الثقافة العام
- خطابات من الريف، مجلس الثقافة العام
- عوامل ظهور التنظيمات الحزبية في الوطن العربي في الفترة بين الحربين الأولى والثانية.[7]
- في جماليات الثورة.
- المرأة في القرآن.
- نظرات في الدين والحياة والأدب.
- في علم الثورة.
- القرآن ومشكلات الإنسان.
- دراسات في علم الإنسان العربي.

## برامجه
- 2024: «رؤى في الثقافة والأدب» على قناة الليبية.